# Adriano Baffi
Adriano Baffi (Vailate, Llombardia, 7 d'agost de 1962) va ser un ciclista italìà. Fou professional entre 1985 i 2002, durant els que aconseguí un centenar de victòries. Fill del també ciclista Pierino Baffi, va combinar el ciclisme en pista amb la carretera, en què destacà com a esprintador.
Abans de passar al professionalisme va guanyar el campionat nacional juvenil en les proves de persecució per equips i del quilòmetre contrarellotge el 1980. Entre el seu centenar de victòries destaquen les cinc etapes guanyades al Giro d'Itàlia i una a la Volta a Espanya. El 1993 guanyà la classificació per punts del Giro d'Itàlia.
En retirar-se com a professional continuà vinculat al món del ciclisme com a assistent de director esportiu en diferents equips professionals, com el Landbouwkrediet i el Phonak.

## Palmarès

### Palmarès en ruta
- 1987
  - 1r al Giro de l'Etna
  - Vencedor d'una etapa de la Volta a Suïssa
- 1988
  - 1r a la Milà-Vignola
  - 1r al Giro de Campània
  - 1r a la Setmana Siciliana i vencedor de 2 etapes
  - Vencedor de 2 etapes de la Tirrena-Adriàtica
  - Vencedor d'una etapa del Giro de la Pulla
- 1989
  - 1r a la Milà-Vignola
  - 1r al Giro de la Província de Reggio de Calàbria
  - Vencedor de 2 etapes dels Tres dies de La Panne
  - Vencedor d'una etapa de la Setmana Siciliana
  - Vencedor d'una etapa de la París-Niça
- 1990
  - 1r al Giro de l'Etna
  - 1r al Trofeu Pantalica
  - Vencedor de 2 etapes del Giro d'Itàlia
  - Vencedor d'una etapa de la París-Niça
  - Vencedor d'una etapa de la Volta a Bèlgica
  - Vencedor d'una etapa del Giro del Trentino
  - Vencedor d'una etapa de la Setmana Siciliana
- 1992
  - Vencedor d'una etapa de la París-Niça
  - Vencedor d'una etapa del Giro del Trentino
- 1993
  - Vencedor de 3 etapes del Giro d'Itàlia i  1r de la Classificació per punts
- 1994
  - 1r al Trofeu Luis Puig
  - Vencedor de 4 etapes de la Volta a la Comunitat Valenciana
  - Vencedor de 3 etapes de la Volta a Andalusia
  - Vencedor de 2 etapes de la Setmana Catalana
  - Vencedor d'una etapa de la Tirrena-Adriàtica
  - Vencedor d'una etapa del Giro del Trentino
- 1995
  - 1r a la Volta a Múrcia i vencedor de 2 etapes
  - 1r al Trofeu Mallorca
  - Vencedor de 2 etapes de la Volta a Andalusia
  - Vencedor d'una etapa de la Volta a Espanya
- 1996
  - 1r al Circuit de La Sarthe i vencedor de 2 etapes
  - 1r a la París-Camembert
  - Vencedor d'una etapa del Giro de Sardenya
- 1997
  - Vencedor d'una etapa de la París-Niça

#### Resultats al Giro d'Itàlia
- 1986. 141è de la classificació general
- 1987. 125è de la classificació general
- 1988. Abandona (14a etapa)
- 1989. 128è de la classificació general
- 1990. 145è de la classificació general. Vencedor de 2 etapes
- 1991. Abandona (4a etapa)
- 1992. 113è de la classificació general
- 1993. 80è de la classificació general. Vencedor de 3 etapes.  1r de la Classificació per punts
- 1994. Abandona (14a etapa)
- 1996. 79è de la classificació general

#### Resultats a la Volta a Espanya
- 1993. 90è de la classificació general
- 1994. Abandona (4a etapa)
- 1995. 67è de la classificació general. Vencedor d'una etapa

#### Resultats al Tour de França
- 1990. 134è de la classificació general
- 1994. Abandona (5a etapa)
- 1997. 119è de la classificació general

### Palmarès en pista
- 1980
  -  Campió d'Itàlia del quilòmetre júnior
  -  Campió d'Itàlia de persecució per equips júnior
- 1987
  -  Campió d'Itàlia de puntuació
- 1988
  -  Campió d'Itàlia de puntuació
- 1989
  -  Campió d'Itàlia de puntuació
  - 1r als Sis dies de Bassano del Grappa, amb Danny Clark
  - 1r als Sis dies de Zuric, amb Pierangelo Bincoletto
- 1990
  - 1r als Sis dies de Zuric, amb Pierangelo Bincoletto
- 1993
  - 1r als Sis dies de Bordeus, amb Giovanni Lombardi
- 1994
  - 1r als Sis dies de Dortmund, amb Giovanni Lombardi
- 1996
  - 1r als Sis dies de Bolonya, amb Pierangelo Bincoletto
  - 1r als Sis dies de Grenoble, amb Giovanni Lombardi
  - 1r als Sis dies de Múnic, amb Giovanni Lombardi
- 1998
  - 1r als Sis dies de Bassano del Grappa, amb Marco Villa
  - 1r als Sis dies de Grenoble, amb Andrea Colinelli
  - 1r als Sis dies de Colònia, amb Andreas Kappes
- 1999
  - 1r als Sis dies de Stuttgart, amb Andreas Kappes
  - 1r als Sis dies de Grenoble, amb Andrea Colinelli
- 2002
  - 1r als Sis dies de Grenoble, amb Marco Villa